# Рудобашта, Станислав Павлович
Станислав Павлович Рудобашта (род. 21 июля 1939, Малиновка Донецкой области) — советский и российский учёный в области инженерной теплофизики, профессор, заведующий кафедрой «Теплотехника и энергообеспечение предприятий» Московского государственного агроинженерного университета имени В. П. Горячкина.
Окончил Харьковский политехнический институт (1961 г.), затем аспирантуру Московского института химического машиностроения по кафедре "Процессы и аппараты химической технологии (1967). Ученик профессора А.Н. Плановского. Научная стажировка в Высшей технической школе г.Дармштадта ФРГ  на кафедре "Термических процессов и техники нагрева" (1973-1974).
Область научных интересов: массобменные процессы в системах с твердой фазой. Защитил кандидатскую диссертацию (1967) и докторскую диссертацию (1978). Является автором и соавтором 17 книг,  2-х монографий, 58 учебников и учебных пособий, 34 авторских свидетельств и патентов, около 500 научных статей. Подготовил 30 кандидатов и докторов наук.
Заслуженный деятель науки Российской Федерации. Почётный работник высшего профессионального образования России. За работу «Энерго- и ресурсосбережение в процессах сушки: теория и практика» награжден Национальной академией наук республики Беларусь международной премией имени теплофизика Лыкова в 2012 году. 